# حركة رجعية للأرض

الأرض (أزرق) يمر بكوكب متفوق، مثل المريخ (أحمر)، سوف يظهر الكوكب المتفوق مؤقتًا لعكس حركته عبر السماء.

حركة رجعية للأرض هي الحركة الظاهرة لكوكب الأرض في  إتجاه معاكس لاتجاه الأجسام الأخرى داخل نظامه، كما لوحظ من وجهة نظر معينة. الحركة المباشرة أو الحركة الداعمة هي حركة في نفس إتجاه الأجسام الأخرى.

## نبذة
حركة رجعية للأرض تعني «خطوة إلى الوراء»، وهي صفة تستخدم عادة لوصف مسار الكوكب أثناء انتقاله عبر سماء الليل، فيما يتعلق بالنجوم وغيرها من أجسام المظلة السماوية. في هذا السياق يشير المصطلح إلى الكواكب، كما تظهر من الأرض، للتوقف لفترة وجيزة وعكس الاتجاه في أوقات معينة على الرغم من أنها تدور دائمًا في نفس الاتجاه الموحد.